# HD 216057
HD 216057，又名BD+53 2993，SAO 34845、HR 8682，是一颗恒星，视星等为6.12，位于銀經105.62，銀緯-4.28，其B1900.0坐标为赤經22h 44m 38.7s，赤緯+53° -4.28′ 11″。